# Национальная ассоциация немецких евреев
Национальная ассоциация немецких евреев (нем. Verband nationaldeutscher Juden) была немецкой еврейской организацией во времена Веймарской республики и в первые годы нацистской Германии, которая выступила в поддержку Адольфа Гитлера.

## История, цели, итоги
Национальная ассоциация немецких евреев была основана в 1921 году Максом Науманном, который был её председателем до 1926 года, а затем с 1933 по 1935 год, когда ассоциация была распущена. Ассоциация была идейно близка к национально-консервативной и монархической Немецкой национальной народной партии, которая, однако, отказалась поддерживать Ассоциацию.
Целью ассоциации была полная ассимиляция евреев в немецкое Volksgemeinschaft (Национальное сообщество), самоискоренение еврейской идентичности и изгнание из Германии еврейских иммигрантов из Восточной Европы. Науманн был особенно против сионистов и восточноевропейских евреев. Он считал первых угрозой еврейской интеграции и носителями «расистской» идеологии, служащей британским имперским целям. Он видел последних как расовых и духовно неполноценных.
Официальным медийным органом ассоциации был ежемесячный журнал Der nationaldeutsche Jude под редакцией Макса Науманна. В 1927 году журнал имел тираж 6000 экземпляров.
Одним из направлений деятельности ассоциации была борьба с еврейским бойкотом немецких товаров. Она также выпустила манифест, в котором говорилось, что с евреями обращаются справедливо.

В 1934 году Ассоциация сделала следующее заявление:
Мы всегда ставили благополучие немецкого народа и отечества, с которым мы чувствуем неразрывную связь, выше собственного благополучия. Таким образом, мы приветствовали итоги января 1933 года, хотя лично для нас он принес трудности.
Возможная причина, по которой некоторые немецкие евреи поддерживали Гитлера, могла заключаться в том, что они думали, что его антисемитизм был направлен исключительно на «возбуждение масс».
Кажущийся ироничным факт, что еврейская ассоциация пропагандировала лояльность нацистской программе, породил шутку о Наумане и его последователях, завершивших свою встречу нацистским салютом и криком «Долой нас!».
Несмотря на крайний патриотизм Науманна и его коллег, правительство Германии не приняло их цель ассимиляции. Национальная ассоциация немецких евреев была объявлена незаконной и распущена 18 ноября 1935 года. В тот же день Науман был арестован гестапо и заключен в концлагерь Колумбия. Он был освобожден через несколько недель и умер от рака в мае 1939 года.